# دوگانه‌موش
دوگانه‌موش (نام علمی: Diplomys) نام یک سرده از زیرخانواده تیغی‌موشیان است.